# Rudolf Kassühlke
Rudolf Kassühlke (* 1. Januar 1930 in Witten; † 4. Mai 2001 in Altensteig) war ein baptistischer Geistlicher, Missionar, Kirchenlieddichter und Bibelübersetzer. Darüber hinaus beriet er die Deutsche Bibelgesellschaft und den Weltbund der Bibelgesellschaften in Fragen der Bibelübersetzung.

## Leben
Rudolf Kassühlke studierte von 1952 bis 1955 am Theologischen Seminar des Bundes Evangelisch-Freikirchlicher Gemeinden, das damals seinen Sitz in Hamburg-Horn hatte. Seine Abschlussarbeit befasste sich mit dem missiologischen Thema Die Stellung der Mission zur Polygamie als ethisches Problem. Betreuer und Gutachter war Hans Luckey. Im Anschluss an sein Theologiestudium wechselte er an das baptistische Missionsseminar Paris, um sich für seinen Auslandseinsatz in Kamerun ausbilden zu lassen. Seine folgende Tätigkeit als Kamerunmissionar, insbesondere sein Dienst als Pioniermissonar der Europäisch-Baptistischen Mission (EBM) im Norden Kameruns war von 2005 bis 2013 Gegenstand einer wissenschaftlichen Untersuchung. Sie wurde von Michael Kißkalt, Missionswissenschaftler an der Theologischen Hochschule Elstal, in Zusammenarbeit mit der EBM durchgeführt.
Nach seiner Rückkehr aus Afrika war Kassühlke zunächst Pastor der Evangelisch-Freikirchlichen Baptistengemeinde Hamburg-Hamm. 1967 folgte er einer Berufung der Stuttgarter Deutschen Bibelgesellschaft, in deren Dienst er bis zu seinem Ruhestand 1993 verblieb. Zu seinen wichtigsten Tätigkeiten gehörte die Übersetzung der Bibel in das heutige Deutsch. Dem Neuen Testament (1971), ein gemeinsames Projekt evangelischer und katholischer Bibelwerke, folgte die vollständige Ausgabe der Gute Nachricht Bibel. Kassühlke gehörte zu den drei Hauptverantwortlichen für die Textfassung dieser Ausgabe. Auch für die revidierte Fassung der Guten Nachricht 1997 trug er noch Mitverantwortung.
Neben seiner hauptberuflichen Tätigkeit als Mitarbeiter der Deutschen Bibelgesellschaft veröffentlichte Kassühlke eine Reihe von Büchern. Zu den bekanntesten gehört bis heute das Kleine Wörterbuch zum Neuen Testament, das Studierenden der Theologie zur Anschaffung empfohlen wird. Für die erste Übersetzung der Bibel in die Fulbe-Sprache, an der Kassühlke wesentlich beteiligt war, erhielt er vom North American Baptist Seminary in Sioux Falls, South Dakota, den Titel Doctor of Divinity (DD) honoris causa.
Vor allem in den 1980er und 1990er Jahren wirkte Rudolf Kassühlke auch als Dichter und Übersetzer von Kirchenliedern. Die meisten von ihnen erschienen in Liederbüchern charismatischer Prägung. Bekanntestes Lied aus seiner Feder ist das 1982 veröffentlichte Lied Weinstock bist du. Den Ruhestand verbrachte Kassühlke in Altensteig bei Freudenstadt und arbeitete ehrenamtlich in der ortsansässigen christlichen Medienakademie mit.

## Privates
Rudolf Kassühlke war verheiratet. Aus der Ehe von Rudolf und Inge Kassühlke gingen zwei Söhne und eine Tochter hervor.

## Veröffentlichungen (Auswahl)
Eine ausführliche Bibliographie für Rudolf Kassühlke findet sich im Historischen Lexikon des BEFG.
Mitarbeit bei Bibelübersetzungen
- Die Gute Nachricht. Das Neue Testament in heutigem Deutsch (Hrsg. Bibelgesellschaften und Bibelwerken im deutschsprachigen Raum). Bibelanstalt: Stuttgart 1971 (siehe auch das Nachwort S. 585.586)
- Ich entdecke die Bibel. Eine Auswahl in heutigem Deutsch. Stuttgart 1975.
- Einheitsübersetzung des Neuen Testaments (Mitübersetzer). 1980
- Die Gute Nachricht. Die Bibel in heutigem Deutsch (Mitarbeit). Deutsche Bibelgesellschaft: Stuttgart 1982 (siehe auch das Nachwort S. 301).
- Erste Übersetzung der vollständigen Bibel in die Fulbe-Sprache (Mitübersetzer). Bible Society of Cameroon: Yaoundé / Kamerun 1983
- Revision der Gute Nachricht Bibel (Mitarbeit) 1997 (siehe auch das Nachwort S. 348)

Monografien und Aufsätze
- Die Stellung der Mission zur Polygamie als ethisches Problem (Theologische Abschlussarbeit). Hamburg, 1955 (Oncken-Archiv Elstal)
- Aus der Werkstatt eines Bibelübersetzers. In: Zeitschrift Friede über Israel. Heft 1/1972
- Auftrag und Weg der Gemeinde heute. In: 150 Jahre Evangelisch-Freikirchliche Gemeinde Stuttgart. 1838-1988 (Festschrift). Stuttgart 1988. S. 48f
- Der Neubeginn der Missionsarbeit in Kamerun. In: Kamerun 1891–1991. 100 Jahre Deutsche Baptistische Mission in Kamerun (Hrsg. Europäisch-Baptistische Missionsgesellschaft / EBM, Dietmar Lütz). Bad Homburg 1991, S. 34f.
- Kleines Wörterbuch zum Neuen Testament. Griechisch-Deutsch. Stuttgart 1997. 1999 (2. verbesserte Auflage), 2001 (3. verbesserte Auflage), 2013 (6. durchgesehene Auflage)
- Eine Bibel – viele Übersetzungen. Ein Überblick mit Hilfen zur Beurteilung. RBTaschenbuch 560. Brockhaus-Verlag: Wuppertal 1998
- Jesus macht frei!. Altensteig 1999

Lexikonartikel
- Artikel Bibelübersetzungen. In: Evangelisches Gemeindelexikon (Hrsg. Erich Geldbach und andere). Brockhaus-Verlag: Wuppertal 1978, S. 73–75
- Artikel  Bibelverbreitung. In: Evangelisches Lexikon für Theologie und Gemeinde (Hrsg. Heinz Hempelmann). Band I (1992). Brockhaus-Verlag: Wuppertal und Zürich 1991. S. 264f.

Dichter und Übersetzer von Kirchenliedern
Die folgende Tabelle orientiert sich – wenn nicht anders vermerkt – an der Christlichen Liederdatenbank.
| Lieder Rudolf Kassühlkes (Auswahl)                               | Entstehungsjahr | Lieder- bzw. Gesangbuch                                                                | Anmerkungen                                                                                          |
| ---------------------------------------------------------------- | --------------- | -------------------------------------------------------------------------------------- | --- |
| Der König kommt, hebt die Hände auf                              | 1989            | Du bist Herr (Band 2), Nr. 32                                                          | Melodie: André Kempen                                                                                |
| Dich lieben, das nur will ich                                    | 1982            | Du bist Herr (Band 2), Nr. 35                                                          | Melodie: Eddie Espinoza                                                                              |
| Du Gottesvolk, stimm' für deinen Herrn                           | 1987            | Du bist Herr (Band 2), Nr. 52                                                          | Melodie: Robert Gay                                                                                  |
| Ehre, Ehre sei dem Höchsten                                      | 1987            | Du bist Herr (Band 2), Nr. 61; Du bist Herr – Kids (Band 1), Nr. 61                    | Melodie: Danny Daniels Das Lied ist eine Übersetzung aus dem Englischen: Glory, Glory in the Highest |
| Ehre und Preis dem Messias                                       | 1990            | Jeschua, wir lieben dich. Messianischer Lobpreis, Nr. 18                               | Melodie: David Loden; Text gemeinsam mit Werner Finis                                                |
| Heilig bist Du, ruf ich Dir zu                                   | 1989            | Du bist Herr (Band 2), Nr. 103                                                         | Melodie: Danny Daniels                                                                               |
| Herr, hab Erbarmen                                               | 1986            | Du bist Herr (Band 2), Nr. 113; Come to worship (Band 1), Nr. 34                       | Melodie: Graham Kendrick Das Lied ist eine Übersetzung aus dem Englischen: Lord, have Mercy on Us    |
| Ja, Ihm, unserm ewigen König                                     | 1984            | Du bist Herr (Band 2), Nr. 140                                                         | Melodie: Joey Holder                                                                                 |
| Jesus, Gottes Lamm (Alles in allem bist Du)                      | 1990            | Du bist Herr (Band 4), Nr. 137 Feiert Jesus! (Band 2), Nr. 42                          | Melodie: Dennis Jernigan                                                                             |
| Lass Dein Lebenswasser strömen über mich hin                     | 1986            | Du bist Herr (Band 2), Nr. 172; Feiert Jesus! (Band 1), Nr. 80                         | Melodie: John Watson                                                                                 |
| Mein König, nimm meine Hand                                      | 1980            | Jeschua, wir lieben dich. Messianischer Lobpreis, Nr. 51                               | Melodie: David Loden; Text: Gemeinsam mit Werner Finis                                               |
| Neu wie am Anfang                                                | ?               | Singt von Jesus (Band 3), Nr. 191                                                      | |
| Preisen will ich Dich                                            | 1993            | Du bist Herr (Band 4), Nr. 185                                                         | Melodie: Bob Fitts                                                                                   |
| Sanftmut und Herrlichkeit                                        | 1986            | Du bist Herr (Band 2), Nr. 212                                                         | Melodie: Graham Kendrick                                                                             |
| Singt, singt, singt für unsern Gott! (Den großen Sieg des Herrn) | ?               | Du bist Herr (Band 2), Nr. 20 Jesu Name nie verklinget (Band 6), Nr. 1545              | Melodie und Text: aus Neuseeland; Übersetzung aus dem Englischen                                     |
| Weinstock bist Du                                                | 1982            | Feiern und Loben, Nr. 364; Neue Gemeindelieder, Nr. 119 Du bist Herr (Band 2), Nr. 252 | Melodie Randy Rigby; Text: Danny Daniels / Rudolf Kassühlke                                          |